# Aeromarine 40
O Aeromarine 40 foi um aerobote (pouso na água) desenvolvido pela empresa Aeromarine para a Marinha dos Estados Unidos. Era uma aeronave de treinamento, daí provavelmente sua fraca motorização, bilugar, onde aluno e instrutor sentavam lado a lado. O propulsor operava empurrando a aeronave, hélice para trás.
A USN fez uma encomenda de 200 aeronaves, mas que foi reduzida com o final da guerra, sendo apenas 50 entregues. Também foi operada pela Guarda Costeira norte-americana e pela Marinha do Brasil. A Aviação Naval brasileira recebeu quatro aeronaves em 1920. Foram retiradas de serviço em 1923.

## Operadores
- Estados Unidos
- Brasil

## Especificações Técnicas
- Fabricante: Aeromarine Plane and Motor Co. - EUA
- Comprimento: 8,8 m
- Envergadura: 14,8 m
- Pesos máximo: 1.175 kg.
- Motores: um motor Curtiss OXX-6 de 100 HP
- Desempenho: velocidade máxima: 114 km/h
- Tripulação: dois tripulantes lado a lado